# Modernacris callosa
Modernacris callosa is een rechtvleugelig insect uit de familie Pyrgomorphidae. De wetenschappelijke naam van deze soort is voor het eerst geldig gepubliceerd in 1937 door Uvarov.